# توم ديفيس (صحفي)
توم ديفيس (بالإنجليزية: Tom Davis)‏ هو صحفي أمريكي، ولد في 1967.

## وصلات خارجية
- توم ديفيس على موقع IMDb (الإنجليزية)